# Eurillas latirostris
Eurillas latirostris là một loài chim trong họ Pycnonotidae.